# Preescolar (South Park)
«Pre-School» («Preescolar» en España e Hispanoamérica) es el episodio número 121 de la serie de Comedy Central, South Park. Se estrenó originalmente el 10 de noviembre de 2004 en Estados Unidos.

## Argumento
Stan, lleno de miedo, les anuncia a sus amigos que Trent, un antiguo compañero de clase de preescolar, acaba de salir del reformatorio. Los chicos comienzan a preocuparse e idean un plan para defenderse de la ira de éste.
Los niños recuerdan el incidente acontecido en preescolar. En sus recuerdos, se les ocurrió que podían jugar a los bomberos, creando un incendio real para apagarlo. Solo necesitaban que alguien lo provocase, ese sería Trent Boyett, el chico más malo de todo preescolar, queriendo aceptar hacerlo. El fuego empieza a quemar por completo la clase de preescolar, mientras que los chicos orinan encima, para intentar apagarlo. Sin embargo, pierden el control, y viene su profesora, la señorita Claridge para apagarlo y cuando esta llega, empieza a quemarse y a quedar envuelta en llamas. Los niños se orinan encima de ella para salvarla. Al poco tiempo, llega la policía y le preguntan a los niños quién ha sido el culpable, estos le echan la culpa a Trent Boyett, y se enojan con Butters, siendo éste el único testigo sin querer confesarle lo que le pasó. Los jefes de la policía lo llevan al reformatorio donde se atreven a condenarlo a vivir preso durante cinco años.
La señorita Claridge sufrió quemaduras severas y siempre estará condenada a ir en una silla de ruedas de hierro motorizada. Ella solo puede comunicarse usando un pitido electrónico para decir "Sí" y dos pitidos para decir "No". 
Butters, desesperado, trata de salvarse de Trent encerrándose en su cuarto. Sus padres Chris y Linda llegan y le preguntan qué le pasó, luego no le creen y finalmente le obligan a salir a jugar a la calle, dejándolo afuera de la casa. Cuando Trent llega, le da una paliza brutal. Los chicos llegan a visitarlo al hospital donde lo ha dejado inconsciente. Los chicos tratan de pedir ayuda a los del sexto grado y estos solo acceden a cuidarlos solo si le toman una foto a los senos de la mamá de Stan. Stan no lo quiere hacer y por eso le toman una foto al trasero de Cartman para que parezcan senos reales. Ellos al recibir la foto, los cuidan. Por otro lado, la señorita Claridge, va cruzando la calle pero se le acaban las baterías sin que pueda responder a las personas que llegan a preguntarle si puede comunicarse con los demás. 
Después los chicos llegan al hospital donde encuentran las bicicletas destruidas de los muchachos del sexto grado y se dan cuenta de que Trent les dio una buena paliza a todos. Ellos preocupados tratan de pedirle ayuda a la única persona que lo puede vencer, Shelley la hermana de Stan, con su violencia podría derrotar a Trent: Stan empieza a llorar por lo que pasó a Butters cuando lo dejó inconsciente a causa de la paliza que le dio. Ella accede solo y únicamente si los chicos le confiesan a la señorita Claridge la verdad de lo ocurrido en el pasado. Mientras irán a decirle la verdad a Trent hasta que éste los encuentra y cuando quiere desquitarse de todos ellos, Cartman saca una pistola tranquilizadora, Trent la esquiva, y le cae a la señorita Claridge y sus baterías vuelven a recargarse pero por la rapidez de la silla de ruedas, esta volvió a funcionar, rompió y destruyó todos los negocios locales que quedaban cerca de la tienda de mascotas y la señorita Claridge volvió a quedar herida. La policía investiga lo que pasó y cuando estos llegan, le preguntan a Trent si le causó el daño, mientras que ésta le dice que no, los policías lo confunden y dicen que "sí" repetidas veces. Los policías lo regresan a la cárcel donde volverán a dejarlo salir durante 5 años y los chicos no se preocupan. Mientras que lo llevan al reformatorio, Cartman le muestra el trasero y se burla de él y se ve que todavía estaban pintados los senos. Los del sexto grado casi recuperados, se lo llevan para hacer sus perversiones.